# باول دالكه
باول فيكتور إرنست دالكه (بالألمانية: Paul Victor Ernst Dahlke) (12 أبريل 1904 في كشالين - 23 نوفمبر 1984 في زالتسبورج) ممثل مسرح وممثل أفلام وممثل أداء صوتي ألماني. شارك في الأعمال السينمائية والدراما الإذاعية والمسرحية على مدار أكثر من 40 عامًا.